# しゃぼてん
『しゃぼてん』は、野中英次による日本の漫画作品。『モーニング新マグナム増刊』（現イブニング）、『モーニング』で連載。

## 概要
あるあるネタを中心とした一話完結のショートギャグ漫画。全35話+読切1話。空想話や未来予想もそれぞれ複数存在する。各作品のタイトルは全て2文字の熟語もしくは単語となっており、単行本ではタイトルの意味（講談社発行の国語辞典より引用）も掲載されている。それぞれの作品に繋がりは無い。
当時の『モーニング』編集長・工富保の「もういいだろと思って」という理由で、35回で打ち切りとなった。その後、『週刊少年マガジン』に『魁!クロマティ高校』連載中に工富が『マガジン』の編集長に就任したため、打ち切り対策として特集を組んだ際に新作が1話（『週刊少年マガジン』2003年27号）執筆された。この新作は単行本には未収録である。

## 単行本
- モーニングKC 2001年4月23日刊行 ISBN 978-4-06-300230-0